# محمد أمان (لاعب كرة قدم)
محمد أمان فتح خير الله (و. 1997- ) هو لاعب كرة قدم يمني يلعب كحارس مرمى في نادي نادي ألشعب في المكلا بحضرموت  والمنتخب الوطني. التحق محمد أمان بمنتخب الشباب عام 2015 والمنتخب الوطني عام 2021.